# ボホナーの定理
ボホナーの定理（ボホナーのていり、英: Bochner's theorem）は、実数直線上の正の有限なボレル測度のフーリエ変換を特徴付ける定理である。この定理はサロモン・ボホナー（Salomon Bochner）にちなんで命名された。
より一般的には、調和解析において、局所コンパクトアーベル群上の連続な正定値関数と、そのポントリャーギン双対群上の有限な正の測度との間に対応関係があることを述べる。
離散群に対する特別な場合は、グスタフ・ヘルグロッツによって最初に示され、ヘルグロッツ表現定理とも関係する。

## 局所コンパクトアーベル群における定理
局所コンパクトアーベル群 {\displaystyle G} に対し、ポントリャーギン双対群を {\displaystyle {\widehat {G}}} とする。
定理：{\displaystyle G} 上の正規化された連続正定値関数 {\displaystyle f} に対して、{\displaystyle {\widehat {G}}} 上の一意な確率測度 {\displaystyle \mu } が存在し、次の等式が成り立つ：{\displaystyle f(g)=\int _{\widehat {G}}\xi (g)\,d\mu (\xi )}逆に、{\displaystyle {\widehat {G}}} 上の確率測度 {\displaystyle \mu } のフーリエ変換もまた、{\displaystyle G} 上の正規化された連続正定値関数となる。
この対応はC*-環 {\displaystyle C^{*}(G)} と {\displaystyle C_{0}({\widehat {G}})} の間のゲルファンド変換に対応する同型写像として解釈できる。
証明は、{\displaystyle G} の強連続なユニタリ表現とベクトル状態を用いて構成される。
まず、{\displaystyle F_{0}(G)} を、{\displaystyle G} 上の有限個の点でのみ非零となる複素数値関数の集合とする。この空間上に、関数 {\displaystyle f} によって定義される正定値カーネル：
{\displaystyle K(g_{1},g_{2})=f(g_{1}-g_{2})}
を用いて内積を導入し、退化部分空間を商空間化し完備化することでヒルベルト空間 {\displaystyle ({\mathcal {H}},\langle \cdot ,\cdot \rangle _{f})} が得られる。
次に、{\displaystyle G} の各元 {\displaystyle g} に対してシフト作用素 {\displaystyle U_{g}} を：
{\displaystyle (U_{g}h)(g')=h(g'-g)}
により定義する。これはユニタリ作用素であり、写像 {\displaystyle g\mapsto U_{g}} によって得られる表現は、{\displaystyle G} の強連続なユニタリ表現となる。
このとき、{\displaystyle \langle U_{g}[e],[e]\rangle _{f}=f(g),}が成り立つ。ここで {\displaystyle [e]} は、{\displaystyle G} の単位元で1、それ以外で0となる関数の同値類である。このベクトル状態は、{\displaystyle C^{*}(G)} 上の状態として {\displaystyle C_{0}({\widehat {G}})} 上の状態の引き戻しに対応し、ある確率測度 {\displaystyle \mu } による積分として表現される：{\displaystyle f(g)=\int _{\widehat {G}}\xi (g)\,d\mu (\xi )}逆に、{\displaystyle \mu } を {\displaystyle {\widehat {G}}} 上の確率測度とすると、上記の式で定義される関数 {\displaystyle f} は連続な正定値関数となり、ルベーグの収束定理により連続性、ヒルベルト空間上のベクトル状態によって正定値性が保証される。

## 特殊な場合
特に、離散群 {\displaystyle \mathbb {Z} } に対するボホナーの定理は、しばしばヘルグロッツの定理として知られる。
{\displaystyle f\colon \mathbb {Z} \to \mathbb {C} } が {\displaystyle f(0)=1} かつ正定値であるとき、単位円周 {\displaystyle \mathbb {T} } 上の確率測度 {\displaystyle \mu } が存在して：{\displaystyle f(k)=\int _{\mathbb {T} }e^{-2\pi ikx}\,d\mu (x)}と表される。また、{\displaystyle f} が {\displaystyle \mathbb {R} } 上の連続関数で {\displaystyle f(0)=1} を満たすとき、正定値性と以下の積分表現は同値である：{\displaystyle f(t)=\int _{\mathbb {R} }e^{-2\pi i\xi t}\,d\mu (\xi )}

## 応用
統計学において、ボホナーの定理は時系列解析に応用され、自己共分散関数のフーリエ変換としてスペクトル密度関数が定式化される。
平均0の定常時系列 {\displaystyle \{f_{n}\}} に対して、共分散関数
{\displaystyle g(n-m)=\operatorname {Cov} (f_{n},f_{m})}
は正定値関数となる。
ボホナーの定理により、区間 {\displaystyle [0,1]} 上の一意な正の測度 {\displaystyle \mu } が存在し、
{\displaystyle g(k)=\int e^{-2\pi ikx}\,d\mu (x).}
と表される。この {\displaystyle \mu } はスペクトル測度と呼ばれ、時系列の周期構造を記述する。
例として、{\displaystyle z} を {\displaystyle m} 次単位根、{\displaystyle f} を平均0・分散1の確率変数としたとき、時系列 {\displaystyle \{z^{n}f\}} に対して：
{\displaystyle g(k)=z^{k}.}
となり、対応するスペクトル測度は {\displaystyle z} におけるディラック測度である。{\displaystyle g} の減衰が速い場合、{\displaystyle \mu } は絶対連続となり、そのラドン＝ニコディム導関数 {\displaystyle f} はスペクトル密度関数と呼ばれ、{\displaystyle g\in \ell ^{1}(\mathbb {Z} )} のとき {\displaystyle f} はそのフーリエ変換に一致する。